# Gaffa (revista)
Gaffa (estilizado como GAFFA) es una revista  danesa de música distribuida en Dinamarca, Noruega y Suecia. Es la revista de música más grande y antigua de Dinamarca. Se ha publicado desde 1983 y tiene alrededor de  135 000 lectores de copias físicas y 200 000 lectores en línea cada mes.

## GAFFAAwards
Los GAFFA Awards (Danés: GAFFA Prisen) son un evento anual creado en 1991 para otorgar premios por logros en la música. Desde 2010, la ceremonia se realiza en una gala en Copenhagen. Las categorías incluyen: álbum del año, álbum extranjero del año, cantante del año y cantante extranjero del año. Además, los lectores suecos de GAFFA también votan a sus artistas favoritos a través de GAFFA Priset. En 2012, GAFFA Noruega estableció una versión similar de los premios en ese país.